# Die Vorüberlaufenden
Die Vorüberlaufenden ist ein kleines Prosastück von Franz Kafka, das im Rahmen des Sammelbandes Betrachtung 1913 veröffentlicht wurde. Es wurde bisher nur wenig interpretiert.
Der Text entstand 1907 und wurde vorab in den Zeitschriften Hyperion und Bohemia veröffentlicht. Es ist eine Erinnerung an Baudelaires A une passante aus dem Gedichtzyklus Les Fleurs du Mal von 1857.

## Inhalt
Eine fiktive nächtliche Straßenszene wird vorgestellt. Der Protagonist beobachtet zufälligerweise einen Mann, der durch eine vom Vollmond erhellte Gasse läuft und von einem zweiten Mann, der schreit, verfolgt wird. Der Erzähler versucht sich diesen bedrohlichen Vorgang verharmlosend zu erklären, so dass er selbst nicht in irgendeiner Weise helfend zum Einsatz kommen muss: „Vielleicht haben diese zwei die Hetze zu ihrer Unterhaltung veranstaltet, vielleicht verfolgen beide einen dritten, […] vielleicht wissen die zwei nichts voneinander und es läuft nur jeder auf eigene Verantwortung […]“.
Kurz denkt er auch, dass der zweite Mordabsichten haben könnte, aber beim Eingreifen wäre man ja Mitschuldiger. Letztlich laufen die Männer vorbei und der Protagonist ist froh, dass der Spuk vorbei ist und auch der zweite Mann nicht mehr zu sehen ist.

## Form
Es liegt die Wir-Erzählperspektive vor, aber der Erzähler handelt streng genommen nicht, sondern denkt sich mögliche Erklärungen für das Rennen der Männer. Die Wir-Perspektive ist zudem irritierend, da nicht klar wird, welche Wir-Gemeinschaft auf diese nächtliche Szene blicken soll. Es ist zumindest keine Interaktion unter mehreren beobachtenden Personen im Verlauf des Stückes erkennbar. Es lässt sich vermuten, dass es sich doch um einen einzelnen Beobachter handelt – vermutlich eben jenen verzagten Beobachter, der den Band  Betrachtung so vielfach bevölkert. Wenn man das Straßenschauspiel verfolgt, ist es diesbezüglich auch verständlich, dass der Protagonist sich nicht als Held in die Szene stürzt.
Auch in diesem kleinen Prosastück tritt das für die Betrachtung charakteristische voyeuristische Moment hervor. Allerdings handelt es sich hier nicht um ein zielgerichtetes, also vom Erzähler selbst bestimmtes Beobachten, sondern um Vorgänge, die sich dem Erzähler gegen seinen Willen aufdrängen und von diesem verdrängt werden wollen.

## Ausgaben
- Franz Kafka: Die Vorüberlaufenden. In: Paul Raabe (Hrsg.): Franz Kafka. Sämtliche Erzählungen. Fischer Verlag, Frankfurt am Main 1977, ISBN 3-596-21078-X.
- Franz Kafka: Drucke zu Lebzeiten. Herausgegeben von Wolf Kittler, Hans-Gerd Koch und Gerhard Neumann. Fischer Verlag, Frankfurt am Main 2002, S. 26.

## Sekundärliteratur
- Peter-André Alt: Franz Kafka: Der ewige Sohn. Eine Biographie. Verlag C.H.Beck, München 2005. ISBN 3-406-53441-4.
- Bettina von Jagow und Oliver Jahraus: Kafka-Handbuch. Leben-Werk-Wirkung. Vandenhoeck&Ruprecht, Göttingen 2008. ISBN 978-3-525-20852-6.